# Linea 5 (metropolitana di Pechino)
La linea 5 (in cinese: 北京地铁5号线S, Běijīng dìtiě wǔ hào xiànP) è una linea attiva della metropolitana di Pechino.
Inaugurata il 7 ottobre 2007 e gestita dalla Beijing Mass Transit Corporation Operation, la linea 5 è l'unica metropolitana di Pechino che collega la città da nord a sud, dalla stazione di Tiantongyuanbei collocata nel distretto di Changping fino alla stazione di Songjiazhuang situata nel distretto di Fengtai, attraversando anche il centrale distretto di Dongcheng, seguendo una linea pressocché retta. Composta da 23 stazioni, la linea 5 si snoda lungo un percorso di circa 27 km che impiega circa 50 minuti per percorrere tutta la tratta. La linea 5 è rappresentata dal colore magenta.
La linea 5 è particolarmente importante in quanto collega il quartiere di Tiantongyuan, densamente popolato, con le zone centro-sud della città, fornendo trasferimenti diretti per il Tempio del Cielo e il Tempio della Terra e prevedendo interscambi con le linee 1, 2, 6, 7, 10, 13, 14, 15, Yizhuang e la Capital Airport.
Nel 2019, oltre 1 milione di passeggeri hanno utilizzato giornalmente la linea 5 nei giorni feriali.

## Storia
Il 28 dicembre 2002 sono ufficialmente iniziati i lavori di realizzazione della Linea 5 della metropolitana di Pechino. Alla fine del 2003 il progetto di costruzione della linea era stato completamente avviato. Il 28 marzo 2004 i lavori di costruzione hanno raggiunto l'area urbana di Pechino dove, tra le zone del Tempio del Lana e Hepingli Street, sono state attivate le talpe meccaniche per la realizzazione del tunnel che avrebbe poi raggiunto anche il Tempio del Cielo. La costruzione della linea ha visto la partecipazione anche di ditte straniere, come nel tratto tra Dongdan e Dongsi che è stato realizzato grazie alla collaborazione tra la cinese Beijing Construction Engineering Group e la tedesca Bilfinger. Tra il 2004 e il 2006 sono proseguiti i lavori di realizzazione della linea 5 senza sosta: ci sono voluti 15 mesi per concludere la costruzione della fermata Yonghegong, la più impegnativa dell'intera linea. Nell'aprile del 2007 la linea è entrata nella sua fase di pre-esercizio, per poi aprire definitivamente al pubblico il 7 ottobre 2007 alle ore 14:00.
In seguito, alla fine del novembre 2007, a causa delle continue lamentele da parte dei cittadini residenti nei pressi della porzione sopraelevata della linea 5, per contenere l'eccessivo rumore sono state installate delle barriere antirumore in concomitanza dei binari in superficie.

## Tratta e servizio
La linea 5 ha inizio a nord di Pechino nel popoloso quartiere di Tiantongyuan, situato 5 km fuori il 5° anello nel distretto di Changping, che da solo conta oltre 700 000 abitanti, dove sono state realizzate tre fermate metro. La linea entra poi nel distretto di Chaoyang dove, grazie alle fermate Lishuiqiao, Datunlu Est e Huixinjie Uscita Sud, la linea 5 offre interscambi rispettivamente con le linee 13, 15 e la linea circolare 10. La linea 5, in seguito, attraversa l'antico e centrale distretto di Dongcheng, offrendo interscambi con le linee 2, Capital Airport, 6, 1 e 7. In questa porzione di tratta la linea collega i passeggeri con punti di interesse quali la Città Proibita (circa 1 km di distanza dalla fermata Dongdan) e il Tempio del Cielo. Nella tratta finale della linea, i treni attraversano il distretto di Fengtai e concedono ai passeggeri interscambi con le linee 14, 10 e Yizhuang.

### Tratte e tariffazione
- Tiantongyuanbei — Songjiazhuang
- Songjiazhuang — Tiantongyuanbei

Secondo le linee guida della Commissione per lo sviluppo e la riforma municipale di Pechino, sulla linea 5 si applicano le seguenti tariffe:
¥3 (circa €0,40) entro 6 chilometri (inclusi); ¥4 (circa €0,50) da 6 chilometri a 12 chilometri (inclusi); ¥5 (circa €0,65) da 12 chilometri a 22 chilometri (inclusi); ¥6 (circa €0,80) da 22 chilometri a 32 chilometri (inclusi); per distanze superiori a 32 chilometri, per ogni ulteriore ¥1 (circa €0,10) si possono percorrere ulteriori 20 chilometri. Se si usa la carta dei trasporti, il prezzo sarà scontato del 20% per le corse dopo una spese di ¥100 (circa €13) in un mese solare; il prezzo sarà scontato del 50% per le corse dopo i ¥150 (circa €20) di spesa; superati i ¥400 di spesa (circa €52) non ci saranno ulteriori sconti.

### Orario di servizio
La prima corsa direzione Songjiazhuang parte tutti i giorni alle 4:59 da Tiantongyuanbei; l'ultimo treno, invece, parte alle 22:47, raggiungendo Songjiazhuang alle 23:38. Nella direzione opposta, invece, il primo treno per Tiantongyuanbei parte da Songjiazhuang tutti i giorni alle 5:19, concludendo il servizio con l'ultima corsa alle 23:10.

## Percorso e stazioni

### Percorso
| Unknown route-map component "uKDSTa" |

| Unknown route-map component "uhBHF" |

| Unknown route-map component "uhBHF" |

| Unknown route-map component "uhBHFe" |

| Unknown route-map component "uhKRW+l" | Unknown route-map component "uhKRWgr" |  |

| Unknown route-map component "uhSTR" | Unknown route-map component "uhSTRe" |  |

| Unknown route-map component "uhSTRc2" | Unknown route-map component "uhSTR3" + Unknown route-map component "HUBc2" | Urban station on track + Unknown route-map component "HUB3" |  |  |

| Unknown route-map component "uhCONTgq" | Unknown route-map component "uhABZq1" | Unknown route-map component "uhBHFq" + Unknown route-map component "uhSTRc4" + Unknown route-map component "HUB1" | Unknown route-map component "uKRZh" + Unknown route-map component "HUBc4" | Unknown route-map component "uhSTRq" | Unknown route-map component "uhCONTfq" |  |

| Unknown route-map component "CONTgq" | Waterway under railway bridge | Unknown route-map component "CONTfq" |

| Transverse water | Unknown route-map component "uhKRZWa" | Transverse water |

| Unknown route-map component "uhBHF" |

| Unknown route-map component "uhBHF" |

|  | Unknown route-map component "uhBHF" + Unknown route-map component "HUBaq" | Unknown route-map component "HUBlg" |

|  | Unknown route-map component "utCONTgq" | Unknown route-map component "uhKRZt" | Unknown route-map component "utBHFq" + Unknown route-map component "HUBe" | Unknown route-map component "utCONTfq" |

| Unknown route-map component "uhtSTRa" |

| Urban tunnel station on track |

|  | Unknown route-map component "utCONTgq" | Unknown route-map component "utTINTt" | Unknown route-map component "utABZq+l" | Unknown route-map component "utCONTfq" |

|  | Urban tunnel straight track | Urban tunnel straight track |

|  | Unknown route-map component "utKRWg+l" | Unknown route-map component "utKRWr" |

| Transverse water | Unknown route-map component "utKRZW" | Transverse water |

|  | Urban tunnel station on track + Unknown route-map component "HUBaq" | Unknown route-map component "HUBlg" |

|  | Unknown route-map component "utCONTgq" | Unknown route-map component "utKRZt" | Unknown route-map component "utBHFq" + Unknown route-map component "HUBe" | Unknown route-map component "utCONTfq" |

| Urban tunnel station on track |

| Transverse water | Unknown route-map component "utKRZW" | Transverse water |

|  | Urban tunnel station on track + Unknown route-map component "HUBaq" | Unknown route-map component "HUBlg" |

|  | Unknown route-map component "utCONTgq" | Unknown route-map component "utKRZt" | Unknown route-map component "utBHFq" + Unknown route-map component "HUBe" | Unknown route-map component "utCONTfq" |

|  |  | Urban tunnel station on track + Unknown route-map component "HUBaq" | Unknown route-map component "utKBHFaq" + Unknown route-map component "HUBeq" | Unknown route-map component "utCONTfq" |

| Urban tunnel station on track |

| Unknown route-map component "HUBrg" | Urban tunnel station on track + Unknown route-map component "HUBeq" |  |

| Unknown route-map component "utCONTgq" | Unknown route-map component "utBHFq" + Unknown route-map component "HUBe" | Unknown route-map component "utKRZt" | Unknown route-map component "utCONTfq" |  |

| Urban tunnel station on track |

|  | Urban tunnel station on track + Unknown route-map component "HUBaq" | Unknown route-map component "HUBlg" |

| Unknown route-map component "utCONTgq" | Unknown route-map component "utABZq+r" | Unknown route-map component "utKRZt" | Unknown route-map component "utBHFq" + Unknown route-map component "HUBe" | Unknown route-map component "utCONTfq" |

| Urban tunnel straight track | Urban tunnel straight track |  |

| Unknown route-map component "utKRWl" | Unknown route-map component "utKRWg+r" |  |

|  | Urban tunnel station on track + Unknown route-map component "HUBaq" | Unknown route-map component "HUBlg" |

|  | Unknown route-map component "utCONTgq" | Unknown route-map component "utKRZt" | Unknown route-map component "utBHFq" + Unknown route-map component "HUBe" | Unknown route-map component "utCONTfq" |

| Unknown route-map component "tCONTgq" | Unknown route-map component "umtKRZto" | Unknown route-map component "tCONTfq" |

|  | Urban tunnel station on track + Unknown route-map component "HUBaq" | Unknown route-map component "HUBlg" |

|  | Unknown route-map component "utCONTgq" | Unknown route-map component "utKRZt" | Unknown route-map component "utBHFq" + Unknown route-map component "HUBe" | Unknown route-map component "utCONTfq" |

| Urban tunnel station on track |

| Unknown route-map component "CONTgq" | Unknown route-map component "umtKRZ" | Unknown route-map component "CONTfq" |

| Transverse water | Unknown route-map component "utKRZW" | Transverse water |

|  | Urban tunnel station on track + Unknown route-map component "HUB2" | Unknown route-map component "HUBc3" |

| Unknown route-map component "utCONTgq" | Unknown route-map component "utSTRq" | Unknown route-map component "utKRZto" + Unknown route-map component "HUBc1" | Unknown route-map component "utBHFq" + Unknown route-map component "HUB4" | Unknown route-map component "utCONTfq" |

| Urban tunnel station on track |

| Unknown route-map component "utCONTgq" | Unknown route-map component "utKRZt" | Unknown route-map component "utSTR+r" |

| Unknown route-map component "utSTR+l" | Unknown route-map component "utKXBHFe-Fq" | Unknown route-map component "utXBHF-M" | Unknown route-map component "utXBHF-R" |  |

| Urban tunnel straight track |  | Urban tunnel straight track | Unknown route-map component "utABZgl+l" | Unknown route-map component "utCONTfq" |

| Urban tunnel straight track | Unknown route-map component "uKDSTa" + Unknown route-map component "HUBa" | Unknown route-map component "utSTRe" | Unknown route-map component "utSTRe" | Unknown route-map component "uKDSTa" + Unknown route-map component "POINTER+1" |

| Urban tunnel straight track | Urban straight track + Unknown route-map component "HUB" | Unknown route-map component "uKRWg+l" | Unknown route-map component "uKRWgr" | Urban straight track |

| Urban tunnel straight track | Unknown route-map component "uSHI2gl" + Unknown route-map component "HUB2+g" | Unknown route-map component "uSHI2gr" + Unknown route-map component "HUBc3" | Urban straight track | Urban straight track |

| Urban tunnel straight track | Unknown route-map component "utSTRa" + Unknown route-map component "uENDEe~L" + Unknown route-map component "HUBc1" | Urban non-passenger end station + Unknown route-map component "uENDEe~R" + Unknown route-map component "HUBl+4" | Urban non-passenger end station + Unknown route-map component "HUBeq" | Urban straight track |

| Unknown route-map component "utABZgl" | Unknown route-map component "utSTRr" |  |  | Urban straight track |

| Unknown route-map component "utCONTf" |  |  |  | Urban straight track |

|  |  |  |  | Unknown route-map component "uCONTf" |

### Stazioni
| 5 | Nome stazione       | Nome in cinese, pinyin           | Percorrenza (ore) | Distanza (km) | Interscambi |
| - | ------------------- | -------------------------------- | ----------------- | ------------- | ----------- |
| 5 | Tiantongyuanbei     | 天通苑北 Tiāngtōngyuàn Běi       | 0:00              | 0,00          |             |
| 5 | Tiantongyuan        | 天通苑 Tiāngtōngyuàn             | 0:02              | 0,93          |             |
| 5 | Tiantongyuannan     | 天通苑南 Tiāngtōngyuàn Nán       | 0:04              | 1,90          |             |
| 5 | Lishuiqiao          | 立水桥 Lìshuǐqiáo                | 0:07              | 3,44          |             |
| 5 | Lishuiqiaonan       | 立水桥南 Lìshuǐqiáo Nán          | 0:09              | 4,75          |             |
| 5 | Beiyuanlubei        | 北苑路北 Běiyuànlù Běi           | 0:12              | 6,03          |             |
| 5 | Datunludong         | 大屯路东 Dàtúnlù Dōng            | 0:15              | 9,03          |             |
| 5 | Huixin Xijie Beikou | 惠新西街北口 Huìxīn xījiē Běikǒu | 0:18              | 10,87         |             |
| 5 | Huixin Xijie Nankou | 惠新西街南口 Huìxīn xījiē Nánkǒu | 0:20              | 11,99         |             |
| 5 | Heping Xiqiao       | 和平西桥 Hépíng xīqiáo           | 0:23              | 13,02         |             |
| 5 | Hepingli Beijie     | 和平里北街 Hépínglǐ běijiē       | 0:25              | 14,08         |             |
| 5 | Yonghegong          | 雍和宫 Yōnghégōng                | 0:27              | 15,23         |             |
| 5 | Beixinqiao          | 北新桥 Běixīn qiáo               | 0:29              | 16,10         |             |
| 5 | Zhangzizhonglu      | 张自忠路 Zhāngzìzhōnglù          | 0:31              | 16,89         |             |
| 5 | Dongsi              | 东四 Dōngsì                      | 0:33              | 17,90         |             |
| 5 | Dengshikou          | 灯市口 Dēngshìkǒu                | 0:35              | 18,75         |             |
| 5 | Dongdan             | 东单 Dōngdān                     | 0:37              | 19,70         |             |
| 5 | Chongwenmen         | 崇文门 Chóngwénmén               | 0:39              | 20,52         |             |
| 5 | Ciqikou             | 磁器口 Cíqìkǒu                   | 0:41              | 21,39         |             |
| 5 | Tiantan Dongmen     | 天坛东门 Tiāntán dōngmén         | 0:44              | 22,58         |             |
| 5 | Puhuangyu           | 蒲黄榆 Púhuángyú                 | 0:46              | 24,48         |             |
| 5 | Liujiayao           | 刘家窑 Liújiāyáo                 | 0:48              | 25,38         |             |
| 5 | Songjiazhuang       | 宋家庄 Sòngjiāzhuāng             | 0:51              | 27,06         |             |

## Materiale rotabile
I treni utilizzati sulla linea 5 della metropolitana di Pechino sono del modello DKZ13 e sono i primi treni in acciaio inossidabile non verniciati in Cina. Ogni treno è composto da 6 vagoni e può trasportare fino a 1.424 passeggeri. La velocità massima operativa è di 80 km/h e i treni sono dotati di un'area di assorbimento dell'energia di impatto e, in caso di collisione tra un treno che viaggia a 25 km/h e un treno fermo ad una stazione, è in grado di eliminare le lesioni per passeggeri e macchinista, mentre i danni al corpo della vettura sono ridotti al minimo. I vagoni sono dotati di aree per sedie a rotelle per disabili e di posti speciali per anziani, giovani, malati, disabili e donne incinte, con relativa segnaletica per distinguerli. All'interno i vagoni sono attrezzati con degli schermi LCD che annunciano la stazione di arrivo anche attraverso l'emissione di un segnale acustico. Nel caso in cui si verifichi un'emergenza, i passeggeri possono comunicare con il conducente attraverso gli schermi. Durante i Giochi Olimpici estivi di Pechino 2008, attraverso gli schermi venivano trasmesse in diretta le competizioni sportive.
| Modello | Imagine | Produttore                                                             | Anno | In servizio | Numeri      | Deposito                    |
| ------- | ------- | ---------------------------------------------------------------------- | ---- | ----------- | ----------- | --------------------------- |
| DKZ13   |         | CRRC Changchun Railway Vehicles Beijing Subway Rolling Stock Equipment | 2006 | 61          | TP401–TP461 | Taipingzhuang Songjiazhuang |

## Tecnologia
La linea 5 è la prima linea della metropolitana di Pechino ad aver installato le porte di banchina nelle stazioni sotterranee e cancelli automatici alle banchine installate nelle stazioni sopraelevate, per evitare cadute dei passeggeri sui binari. Le stazioni della linea 5 sono anche dotate di schermi LCD che mostrano i tempi d'attesa. Sui treni, invece, sono presenti schermi LCD con informazioni rilevanti e annunci vocali sia in inglese che in cinese mandarino.

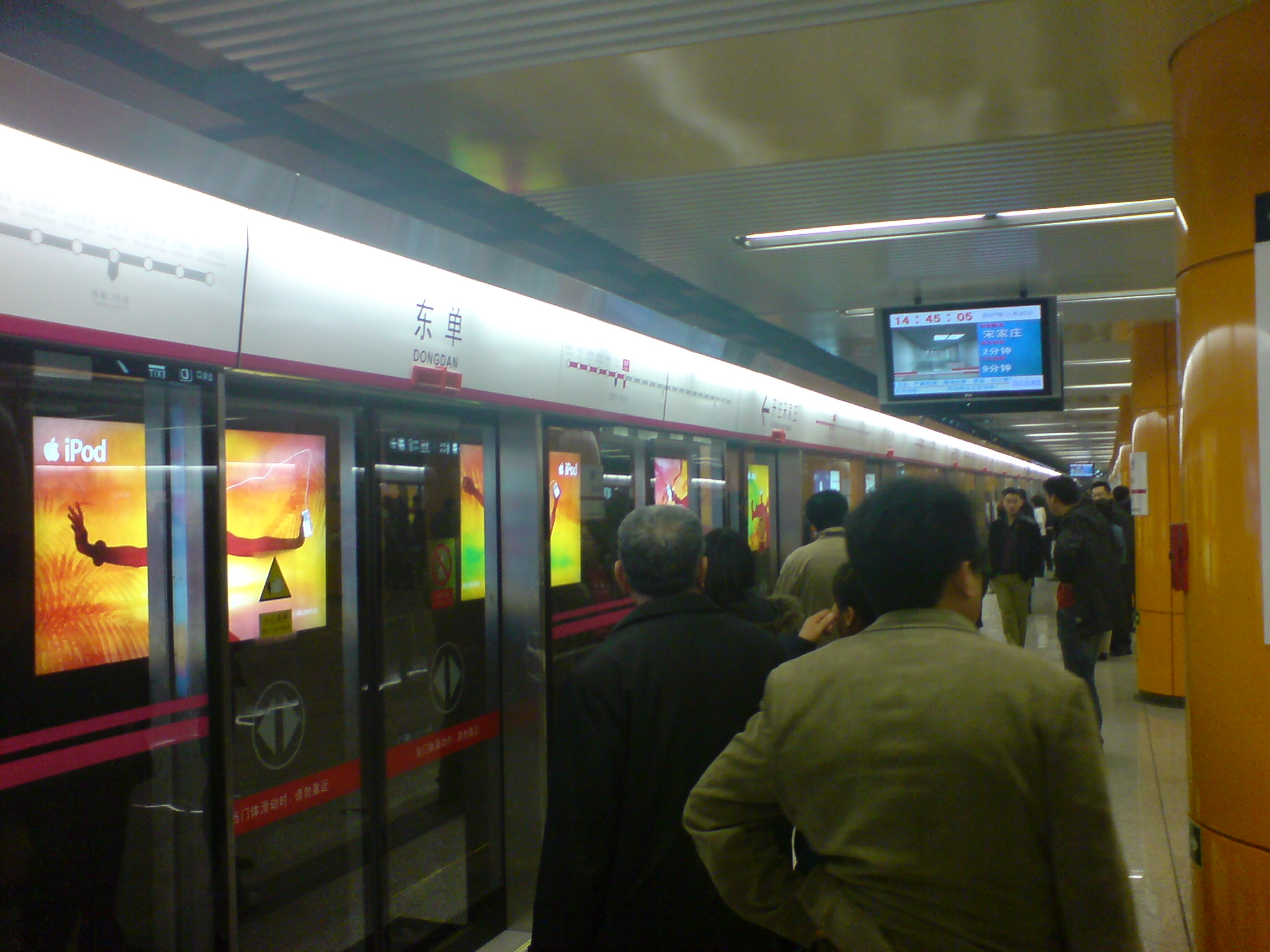
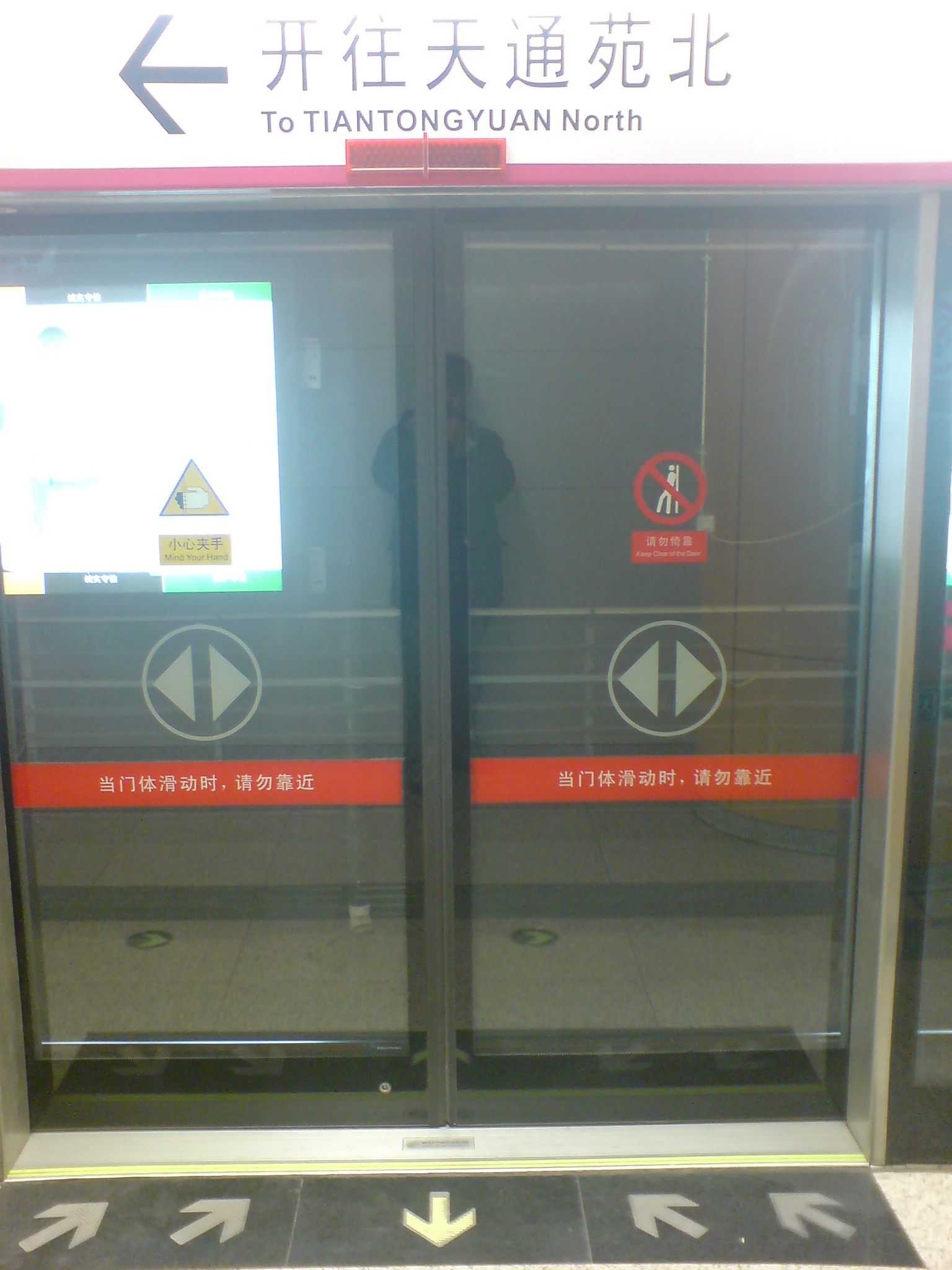
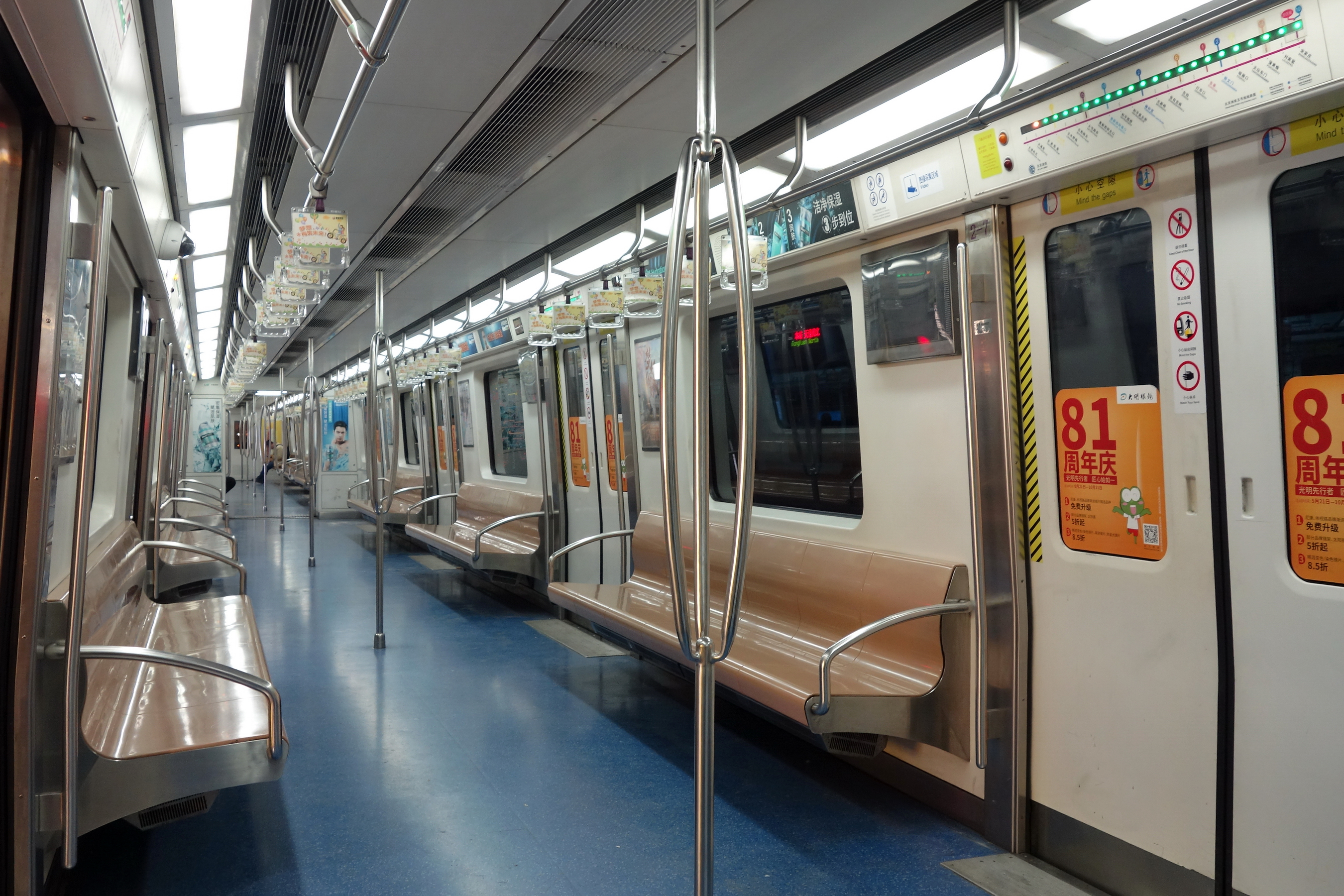
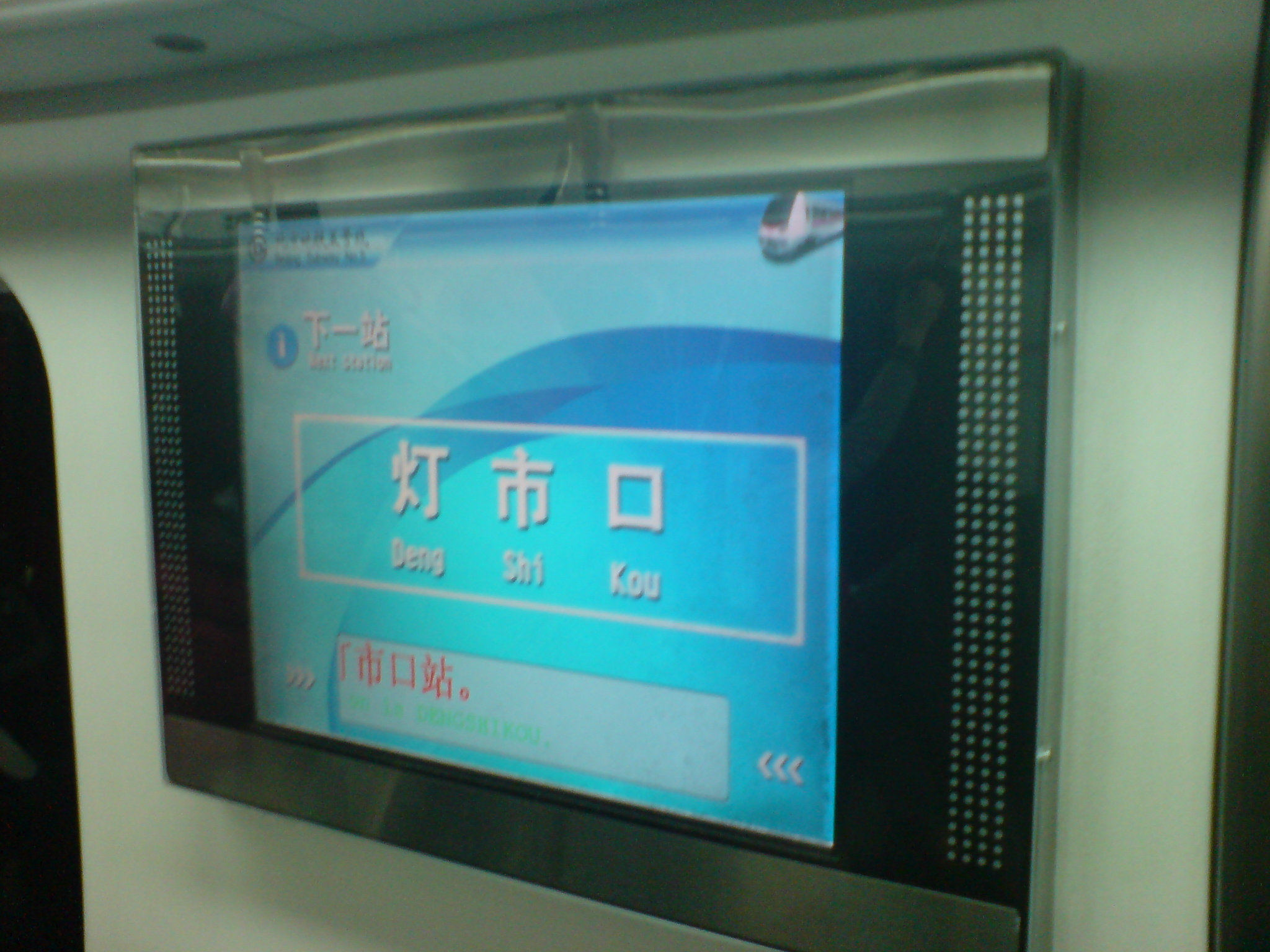

- Banchina della stazione di Dongdan con porte di banchina
- Porte di banchina
- Convoglio articolato interconnesso della linea 5
- Display LCD su un treno della linea 5